# S.O.S. Barracuda
S.O.S. Barracuda ist eine deutsche Action-Fernsehfilmreihe des RTL, die in acht Filmen von 1997 bis 2002 erschien. Sie handelt von der Besatzung des Polizeischnellbootes „Barracuda“ unter Kapitän Jan Fehrmann, der von Nick Wilder gespielt wird.

## Handlung und Figuren
Die ersten beiden Filme spielen in Travemünde an der Ostsee. Kapitän Jan Fehrmann, Leiter der Funkleitstelle der Küstenwache, fährt eigentlich nach einem traumatischen Erlebnis seit 15 Jahren nicht mehr aufs Wasser hinaus. Nun wird ihm aber von seiner Vorgesetzten das Kommando über das technisch hochausgestatte Polizeiboot Barracuda, ein Pilotprojekt, aufgezwungen, da er dieses selbst über drei Jahre konzipiert hat. Aus seinem früheren Team übernimmt er Hendrik Krüger und Sven Witte; zusätzlich wird ihm Lisa Beuys zugeteilt, Tochter eines Ministerialdirigenten.
Mit dem dritten Film wird die Barracuda in einer deutsch-spanischen Kooperation zur Rettung deutscher Touristen nach Mallorca geschickt, wo Fehrmann mit dem Kölner Marc Hinrichs und der Berlinerin Tina Schönborn ein neues Team erhält sowie durch dem mallorquinischen Polizeichef Gabriel Crespo die marokkanische Polizistin Eva Stein aus einer spanischen Spezialtauchereinheit zugeteilt bekommt. In den letzten beiden Filmen bilden seine dritte Crew Tim Bode und Katrin Herzog.

## Wiederkehrende Besetzung
| Person              | Person                     | Filme | Filme | Filme | Filme | Filme | Filme | Filme | Filme |
| Schauspieler        | Rolle                      | 1     | 2     | 3     | 4     | 5     | 6     | 7     | 8     |
| ------------------- | -------------------------- | ----- | ----- | ----- | ----- | ----- | ----- | ----- | ----- |
| Nick Wilder         | Kapitän Jan Fehrmann       |       |       |       |       |       |       |       |       |
| Chrissy Schulz      | Lisa Beuys                 |       |       |       |       |       |       |       |       |
| Wolfgang Krewe      | Hendrik Krüger             |       |       |       |       |       |       |       |       |
| Philipp Moog        | Sven Witte                 |       |       |       |       |       |       |       |       |
| Nadja Abd el Farrag | Eva Stein                  |       |       |       |       |       |       |       |       |
| Oliver Bootz        | Marc Hinrichs              |       |       |       |       |       |       |       |       |
| Sandra Keller       | Tina Schönborn             |       |       |       |       |       |       |       |       |
| Pedro Gavajda       | Polizeichef Gabriel Crespo |       |       |       |       |       |       |       |       |
| Stefanie Japp       | Katrin Herzog              |       |       |       |       |       |       |       |       |
| Stephan Hornung     | Tim Bode                   |       |       |       |       |       |       |       |       |

Gavajda spielte bereits im zweiten Film mit in einer anderen Rolle.

## Episodenliste
| Nr. | Originaltitel            | Erstausstrahlung | Regie            | Drehbuch                     | Zuschauer |
| --- | ------------------------ | ---------------- | ---------------- | ---------------------------- | --------- |
| 1   | S.O.S. Barracuda         | 16. Feb. 1997    | Thomas Freundner | Alexander M. Rümelin         | 5,52 Mio. |
| 2   | Der Tod spielt Roulette  | 19. Feb. 1999    | Michel Bielawa   | Marc Terjung                 | 6,27 Mio. |
| 3   | Der Mädchenjäger         | 20. März 2001    | Michel Bielawa   | Marc Terjung                 | 5,54 Mio. |
| 4   | Der Hai von Mallorca     | 27. März 2001    | Holger Barthel   | Nina Flint                   | 5,26 Mio. |
| 5   | Die Tränen der Kleopatra | 13. Feb. 2002    | Michel Bielawa   | Andreas Pflüger, Pim Richter |           |
| 6   | Terror im Paradies       | 6. März 2002     | Holger Barthel   | Jürgen Werner                |           |
| 7   | Liebesgrüße aus Palma    | 27. März 2002    | Bernhard Stephan | Andreas Pflüger, Pim Richter |           |
| 8   | Auftrag: Mord            | 17. Apr. 2002    | Bernhard Stephan | Carl-Christian Demke         |           |

## Hintergrund

### Produktion, Erstausstrahlung und Rezeption
Als Actionserie mit einem schnellen und hochausgerüsteten Boot war S.O.S. Barracuda an amerikanische Serien wie Baywatch, Miami Vice oder Thunder in Paradise angelehnt. Die Hauptfigur wurde mit Nick Wilder besetzt, der zuvor aus So ist das Leben! Die Wagenfelds und als Werbefigur Herr Kaiser bekannt geworden war. Als Nebenbesetzung kamen Philipp Moog, Wolfgang Krewe und Chrissy Schulz hinzu. Die erste Story wurde zunächst als einzelner Spielfilm umgesetzt, aber von Beginn an so angelegt, dass daraus eine Serie entwickelt werden könnte. Der Film von 1997 erhielt vernichtende Kritiken, aber erreichte Zuschauerzahlen von 5,52 Millionen Menschen und einen durchschnittlichen Marktanteil von 21,8 Prozent in der werberelevanten Zielgruppe.
Als Nächstes wurde noch keine Serie in Bestellung gegeben, sondern nur ein weiterer Film, der zwei Jahre später erschien. Als Bösewicht für diesen wurde der deutsche Kinostar Heinz Hoenig besetzt, dessen Rolle stark von James-Bond-Schurken inspiriert war. Mediale Aufmerksamkeit erhielt die Besetzung von Dieter Bohlens kurzzeitiger Ehefrau Verona Feldbusch, die zwar eine RTL-Show moderierte, aber noch über keine Schauspielerfahrung verfügte. Der zweite Film erreichte 6,27 Millionen Menschen und einen Marktanteil von 27,9 Prozent in der werberelevanten Zielgruppe.
Für die darauffolgende Reihe wurden der Schauplatz und die Nebenbesetzung geändert, indem Wilder auf Mallorca die Soap-Schauspieler Oliver Bootz und Sandra Keller aus Unter uns und Gute Zeiten, schlechte Zeiten zur Seite gestellt wurden. Pooth sollte in einer festen Rolle zurückkehren, sagte aber aus Terminschwierigkeiten ab; stattdessen erhielt eine weitere Rolle Bohlens neue Freundin Nadja Abd el Farrag. Bohlen, der die strategische Planung ihrer Karriere übernommen hatte, habe gesagt: „Herr Scharper von der Filmfirma Phoenix sagte zu mir, als er den Endvertrag für die TV-Sendung S.O.S. Barracuda in Händen hielt: ‚So einen Vertrag hätte nicht mal Marlon Brando bekommen.‘“ Gedreht wurden im Sommer 2000 vier spielfilmlange Folgen, von denen zunächst nur zwei im März 2001 gezeigt wurden. Diesen bescheinigte etwa die TV Spielfilm „plumpe Effekte und eine hanebüchene Story“ und die TV Today schrieb: „Jedes Testbild ist spannender.“ Vom Publikum aber erreichten sie Reichweiten von 5,54 und 5,26 Millionen Menschen.
Darauf wurden noch zwei weitere Filme in Auftrag gegeben, in denen Farrag nicht mehr mitspielte, die nur für die vier abgedrehten Folgen vorgesehen war. 2002 wurden dennoch sowohl die zwei verbliebenen Filme mit Farrag zusammen mit den neu gedrehten als vierteilige Staffel ausgestrahlt. Deren Reichweite rangierte zwischen 3,14 Millionen und 2,69 Millionen Menschen. Diese Filme waren schließlich das Ende der Serie.

### Neuere Ausstrahlung
Erst fast 20 Jahre später brachte RTL die Reihe durch eine Ausstrahlung bei RTL Passion ab 2021, beginnend mit den Mallorca-Filmen, ins Fernsehen zurück. An Karfreitag und Ostern 2022 zeigte RTLup in einem Themenprogramm zu Mallorca zwei Filme der Reihe. Die Reihe SchleFaZ, die schlechte Filme ausstrahlt und kommentiert, begann nach dem Wechsel von Tele5 zu RTL Nitro die erste dortige Staffel Ende August 2024 mit dem zweiten Film S.O.S. Barracuda: Der Tod spielt Roulette, zu dem vor der Ausstrahlung ein Live-Event in Berlin stattfand.